# Aeropuerto de Rae Lakes-Gameti
El Aeropuerto de Rae Lakes-Gameti (del inglés: Gamètì/Rae Lakes Airport) (IATA: YRA, OACI: CYRA) está ubicado en Gameti, Territorios del Noroeste, Canadá. En la pista de aterrizaje se pueden encontrar caribús.

## Aerolíneas y destinos
- Air Tindi
  - Yellowknife / Aeropuerto de Yellowknife
  - Wekweeti / Aeropuerto de Wekweeti
  - Whati / Aeropuerto de Whati
  - Behchoko / Aeropuerto de Rae-Edzo